# هنسلوپ
هنسلوپ (به انگلیسی: Hanslope) یک روستا و محله مدنی در بریتانیا است که در Milton Keynes واقع شده‌است. هنسلوپ ۲٬۲۳۸ نفر جمعیت دارد.